# رئیس گارد ملی
رئیس گارد ملی (انگلیسی: Chief of the National Guard Bureau) یا رئیس دفتر گارد ملی بالاترین مقام گارد ملی ایالات متحده آمریکا است. این سمت یک مقام قانونی است که توسط یک افسر رسمی فدرال، دارای حداقل ۱۰ سال خدمت فعال در گارد ملی؛ گارد ملی ارتش یا گارد ملی هوایی، مدیریت می‌شود. رئیس گارد ملی در سمت جداگانه‌ای به‌عنوان عضوی از ستاد مشترک نیروهای مسلح، مشاور نظامی شورای امنیت ملی، شورای امنیت میهن، وزیر دفاع و رئیس‌جمهور در امور مربوط به گارد ملی فعالیت می‌کند.
رئیس گارد ملی توسط رئیس‌جمهور از بین افسران واجد شرایط گارد ملی که دارای درجه سرلشکر یا بالاتر هستند، همچنین شرایط لازم برای این سمت را که توسط وزیر دفاع و رئیس ستاد مشترک نیروهای مسلح تعیین شده است، تحت مشاوره یا توصیه فرمانداران ایالتی مربوطه و دبیر خدمات خود، برآورده می‌کنند، برای انتصاب معرفی می‌شود. رئیس و معاون رئیس دفتر گارد ملی نمی‌توانند از یک شاخه یا سازمان نظامی باشند. نامزد باید با رأی اکثریت سنا تأیید شود. رئیس گارد ملی به مدت چهار سال به صلاحدید رئیس‌جمهور در این سمت فعالیت می‌کند. طبق قانون، رئیس گارد ملی به‌عنوان یک ژنرال چهار ستاره در نیروی زمینی یا نیروی هوایی منصوب می‌شود و به‌عنوان افسر ذخیره در حال خدمت، فعالیت می‌کند. رئیس فعلی گارد ملی؛ ژنرال استیون نوردهاوس است.